# Serdar Taşçı
Serdar Taşçı [ˈtaʃ.tʃɯ], auch Serdar Tasci [ˈtas.kɪ], (* 24. April 1987 in Esslingen am Neckar) ist ein ehemaliger deutschtürkischer Fußballspieler.

## Familie
Serdar Taşçı wuchs als eines von drei Kindern des Knopffabrikarbeiters und späteren Maschinenoperateurs Nihat und der Hausfrau Sümbül Taşçı in Altbach auf. Seine Großeltern waren Ende der 1960er Jahre als Gastarbeiter aus der nordosttürkischen Stadt Artvin in die Bundesrepublik Deutschland gekommen. Er besitzt sowohl die türkische als auch die deutsche Staatsangehörigkeit.

## Karriere

### Vereine
Er begann das Fußballspielen mit sechs Jahren beim SC Altbach und wechselte 1997 in die E-Jugend der Stuttgarter Kickers, für die er zwei Jahre spielte. Im Juli 1999 wechselte er in die Jugendabteilung des VfB Stuttgart. Zur Saison 2005/06 rückte er in die zweite Mannschaft, in der Saison 2006/07 in den Kader der Profis auf.
Taşçı, der sowohl als Innen- als auch als rechter Verteidiger spielen kann, bestritt sein erstes Spiel in der Bundesliga am 20. August 2006 (2. Spieltag) beim 3:2-Sieg im Auswärtsspiel gegen Arminia Bielefeld, als er für den verletzten Jon Dahl Tomasson in der 68. Minute eingewechselt wurde. Sein erstes Bundesligator erzielte er am folgenden Spieltag bei der 1:3-Niederlage im Heimspiel gegen Borussia Dortmund mit dem Treffer zum 1:1 in der 30. Minute. In seiner ersten Bundesligasaison gewann Taşçı mit dem VfB die Deutsche Meisterschaft, zu der er mit 26 Einsätzen und zwei Toren beitrug. Zudem stand er mit dem VfB im Endspiel um den DFB-Pokal und hatte somit sogar die Chance, den Beginn seiner Profikarriere mit dem Double zu krönen; jedoch unterlag er mit der Mannschaft mit 2:3 dem 1. FC Nürnberg. Nach der erfolgten Meisterschaft folgte im September 2007 mit 20 Jahren sein Europapokalspieldebüt in der UEFA Champions League gegen Glasgow Rangers.
Am 29. August 2009 verlängerte Taşçı seine Vertragslaufzeit beim VfB Stuttgart bis zum 30. Juni 2014. Am 12. Januar 2012 wurde er von Trainer Bruno Labbadia zum neuen Mannschaftskapitän ernannt und löste Matthieu Delpierre ab.
Am 30. August 2013 wechselte Taşçı zum russischen Erstligisten Spartak Moskau. Im Oktober wurde er wegen einer beim Bundesliga-Saisonauftakt im August erlittenen Meniskusverletzung operiert. Seinen ersten Einsatz für Spartak absolvierte er am 17. März 2014 beim 2:2 im Spiel gegen Anschi Machatschkala. Das erste Tor im Trikot der Moskauer erzielte er am 2. November 2014 beim 3:3 im Spiel gegen den FK Kuban Krasnodar mit dem Treffer zum 1:0.
Nachdem beim FC Bayern München mit Medhi Benatia, Jérôme Boateng und Javi Martínez drei Innenverteidiger längerfristig ausgefallen waren, wurde er am 1. Februar 2016, dem letzten Tag der Wintertransferperiode, vom FC Bayern bis zum Ende der Saison 2015/16 ausgeliehen. Sein erstes von drei Bundesligaspielen (davon eins über 90 Minuten) für die Bayern bestritt er am 20. Februar 2016 beim 3:1-Sieg im Heimspiel gegen den Aufsteiger SV Darmstadt 98. Eine vereinbarte Kaufoption nutzte der FC Bayern nicht.
Nach Ablauf der Ausleihfrist kehrte er nach Moskau zurück und gewann am Ende der Saison 2016/17 die russische Meisterschaft – sieben Punkte vor dem Vorjahresmeister ZSKA Moskau. Seine letzte Saison bestritt er 2017/18; sein Verein bestätigte am 30. Juni 2018 das Ende der Zusammenarbeit. Danach war er für ein halbes Jahr vereinslos.
Taşçı unterschrieb im Januar 2019 beim türkischen Erstligisten Istanbul Başakşehir FK einen optionalen Eineinhalbjahresvertrag. Nach Saisonende 2018/19 und nach fünf Pflichtspieleinsätzen wurde das Vertragsverhältnis seitens der Istanbuler im Juni 2019 optional nicht fortgesetzt. Seine Zeit beim Başakşehir FK war geprägt von Verletzungen. Seitdem ist Tasci vereinslos. Ein Karriereende schloss er noch im Spätsommer 2019 aus, aber unterschrieb nie wieder einen Vertrag.

### Nationalmannschaft
Taşçı, der aufgrund seiner türkischen Abstammung sowohl für die deutsche als auch für die türkische Nationalmannschaft spielberechtigt gewesen wäre, entschied sich im Oktober 2006 – trotz Werbens des türkischen Verbandes – für eine Laufbahn in der deutschen Nationalelf. Am 16. August 2007 wurde er erstmals in das Aufgebot der deutschen A-Nationalmannschaft berufen. Er gehörte dem Kader für das Länderspiel gegen England am 22. August 2007 an, bei dem er jedoch nicht eingesetzt wurde. Am 20. August 2008 debütierte er für die DFB-Auswahl, die das Testspiel gegen Belgien mit 2:0 gewann.
2010 wurde Taşçı von Bundestrainer Joachim Löw in den Kader zur WM 2010 berufen. Er kam nur beim 3:2-Sieg gegen die Auswahl Uruguays für zwei Minuten zum Einsatz. Am 11. August 2010 übernahm er beim Freundschaftsspiel gegen Dänemark nach der Auswechslung von Thomas Hitzlsperger in der 64. Minute die Spielführerbinde; seitdem bestritt er kein A-Länderspiel mehr. In knapp zwei Jahren hatte er 14 Partien für die Löw-Elf absolviert.

### Funktionär
Seit dem 1. Juli 2025 gehört Taşçı dem Aufsichtsrat der VfB Stuttgart 1893 AG an.

## Erfolge

### Vereine
- VfB Stuttgart
  - Profimannschaft
    - DFB-Pokal-Finalist 2007, 2013
    - Deutscher Meister 2007

  - Juniorenmannschaft
    - Deutscher A-Jugend-Meister 2005
    - Deutscher B-Jugend-Meister 2004
    - Deutscher B-Jugend-Vizemeister 2003

- FC Bayern München
  - Deutscher Meister 2016
  - DFB-Pokal-Sieger 2016 (ohne Einsatz)

- Spartak Moskau
  - Russischer Meister 2017

### Nationalmannschaft
- WM-Dritter 2010

## Auszeichnungen
- Silbernes Lorbeerblatt 2010

## Sonstiges
Ab 2010 war Taşçı einer von sechs „Integrationsbotschaftern“ des DFB.